# Декан (въглеводород)
Вижте пояснителната страница за други значения на Декан.
Деканът е алканов въглеводород с химична формула CH3(CH2)8CH3.
Декана има 75 структурни изомера, всички от които са лесно запалими течности. Деканът е една от съставките на бензина (петрола). Подобно на другите алкани от хомоложния ред деканът е неполярен и поради това неразтворим в полярни разтворители като водата. Повърхностното му налягане е 0,0238 N/m.

## Реакции
Както другите алкани деканът участва в реакцията на горене. В излишък на кислород се получава вода и въглероден диоксид.
2C10H22 + 31O2 → 20CO2 + 22H2O
При недостиг на кислород и непълно горене крайния продукт вместо въглероден диоксид е въглероден оксид.
2C10H22 + 21O2 → 20CO + 22H2O